# Эстрада, Дани
Дани Эстрада Агиррезабалага (англ. Daniel Estrada Agirrezabalaga; 3 января 1987, Сараус) — испанский футболист, защитник и полузащитник.

## Биография
Он начал свою карьеру в молодёжном составе клуба страны Басков, в «Реал Сосьедад». Его первые 2 сезона прошли в резервной команде, выступающей в третьем дивизионе. В 2007-08 годах он занял 2-е место в группе 2, забив 13 голов.
10 февраля 2007 года Эстрада дебютировал в первой команде, отыграв на поле 5 минут против мадридского «Реала». Спустя 3 месяца во время его третьего появления в высшей лиге его снова выпустили со скамьи в матче против «Барселоны». Свой дебютный сезон он окончил результатом в 8 матчей и возможным вылетом клуба из лиги.
В следующих двух сезонах второго дивизиона Эстраду используют нерегулярно, а «Реал Сосьедад» так и не смог восстановить свой статус в лиге. В 2009/10 клубу удалось вернуться в высший дивизион после 3-летнего отсутствия. Сам Эстрада поучаствовал в 18 играх, проведя на поле в общей сложности 1538 минут.
Футболиста использовали исключительно в качестве защитника — так решил менеджер Мартин Ласарт в сезоне 2010/11. 26 февраля 2011 года он забил свой первый гол за команду, однако забил мяч и в свои ворота в матче против «Эспаньола».